# Gulyás András
Gulyás András (Budapest, 1944. június 9. –) magyar diplomata, műfordító.

## Tanulmányai, pályafutása
Az Eötvös Loránd Tudományegyetem bölcsészettudományi karán végzett 1967-ben spanyol-orosz szakos középiskolai tanárként. 1973-ban bölcsészdoktori címet szerzett. 1969 és 1972, majd 1974 és 1976 között elvégezte a Marxizmus-Leninizmus Esti Egyetem különböző szakosító tanfolyamait. Spanyol, portugál, orosz nyelvismeretet szerzett. 
Egyetemi tanulmányai végeztével a Radnóti Miklós Gimnázium tanára lett. 1968 és 1970 között előadó volt a Kulturális Kapcsolatok Intézetében. 1970-ben lett a Külügyminisztérium munkatársa. 1971-ben beosztott diplomataként kihelyezték a Rio de Janeiro-i nagykövetségre, majd 1973 és 1975 között a limai magyar nagykövetségen dolgozott. 
1981-tól I. o. titkár, első beosztott volt a maputói nagykövetségen. 1983-ban rendkívüli és meghatalmazott nagyköveti rangot kapott és átvette a luandai magyar nagykövetség vezetését; emellett akkreditálták São Tomé és Príncipe köztársaságba is.
Hazatérve a Külügyminisztérium Sajtófőosztályának vezetője volt 1987 és 1991 között. 1991 és 1996 között a lisszaboni magyar nagykövetség vezetésére kapott megbízást, egyben akkreditálták a Zöld-foki  Köztársaságba is.
1996-ban Göncz Árpád köztársasági elnök külpolitikai tanácsadója lett. 2001 és 2005 között főkonzulként a barcelonai főkonzulátust vezette. 2005 és 2010 között a Köztársasági Elnöki Hivatal külügyi osztályvezetője, elnöki főtanácsadó volt.
Spanyol és portugál nyelvből kortárs prózát fordított.